# David I. Walsh
David Ignatius Walsh, född 11 november 1872 i Leominster, Massachusetts, död 11 juni 1947 i Boston, var en amerikansk demokratisk politiker.
Walsh utexaminerades 1893 från College of the Holy Cross i Worcester, Massachusetts. Han avlade 1897 juristexamen vid Boston University Law School och inledde sin karriär som advokat i Fitchburg, Massachusetts. Han var ledamot av Massachusetts House of Representatives, underhuset i delstatens lagstiftande församling, 1900-1901.
Walsh var viceguvernör i Massachusetts 1913-1914 och därefter guvernör 1914-1916. Han var den första irländskättade katolska guvernören i Massachusetts historia.
Han var första gången ledamot av USA:s senat 1919-1925. Han kandiderade till omval i 1924 års kongressval men förlorade och efterträddes som senator av republikanen Frederick H. Gillett. Walsh blev 1926 på nytt invald i senaten i ett fyllnadsval. Därefter omvaldes han till ytterligare tre sexåriga mandatperioder 1928, 1934 och 1940. Walsh lyckades inte bli omvald i 1946 års kongressval och lämnade senaten slutgiltigt 3 januari 1947. Det innebar slutet på hans politiska karriär och han avled senare samma år.